# Зерзеван
Зерзеван (курд. Qesra Zêrzevan, Zîrzevan, тур. Zerzevan Kalesi), также известный как Замок Самачи — руины византийской крепости, служившей важной военной базой в иле Диярбакыр на юго-востоке Турции. В ходе археологических раскопок на этом месте также были обнаружены подземные сооружения, в том числе и митраистский храм. Замок использовался как мирное поселение в период с 1890-х по 1960-е годы. Ныне замок Зарзеван частично открыт для туристов.

## Этимология
Некоторые путешественники XVIII века называли это местом «Касром Зерзауа», в то время как Эвлия Челеби, османский путешественник XVII века, упоминает его в своем «Сейяхатнаме» (том IV) как «Зерзиванская долина», рассказывая о своём путешествии из Диярбакыра в Мардин. Название Зерзеван происходит от курдского слова «зер» (золото).

## Расположение
Замок расположен на вершине 105—124 м, высоком скалистом холме рядом с деревней Демирёльчек, около 13 км к юго-востоку от города Чинар в провинции Диярбакыр, у шоссе D.950, ведущего в Мардин. Он находится примерно в 45 км от Диярбакыра.

## История
Замок Зерзеван был построен в IV веке византийцами как военная база на древнем торговом пути между Диярбакыром и Мардином. Он использовался в этом качестве до VII века.

## Археологические исследования
Первые археологические раскопки на месте замка были проведены летом 2014 года. Первоначально работы проводились группой из 35 человек во главе с археологом из Университета Диджле под патронажем Диярбакырского археологического музея. В 2015 году группа археологов, работавшая на объекте, увеличилась до 60 человек. Высказывались предположения, что раскопки будут продолжаться ещё около 30 лет.
В 2020 году исследователи откопали вход в замок.
В 2021 году археологи обнаружили флейту с шестью отверстиями и бронзовое кольцо с ключом, которым открывали сундук. Оба предмета датируются IV и V веками нашей эры.

## Описание

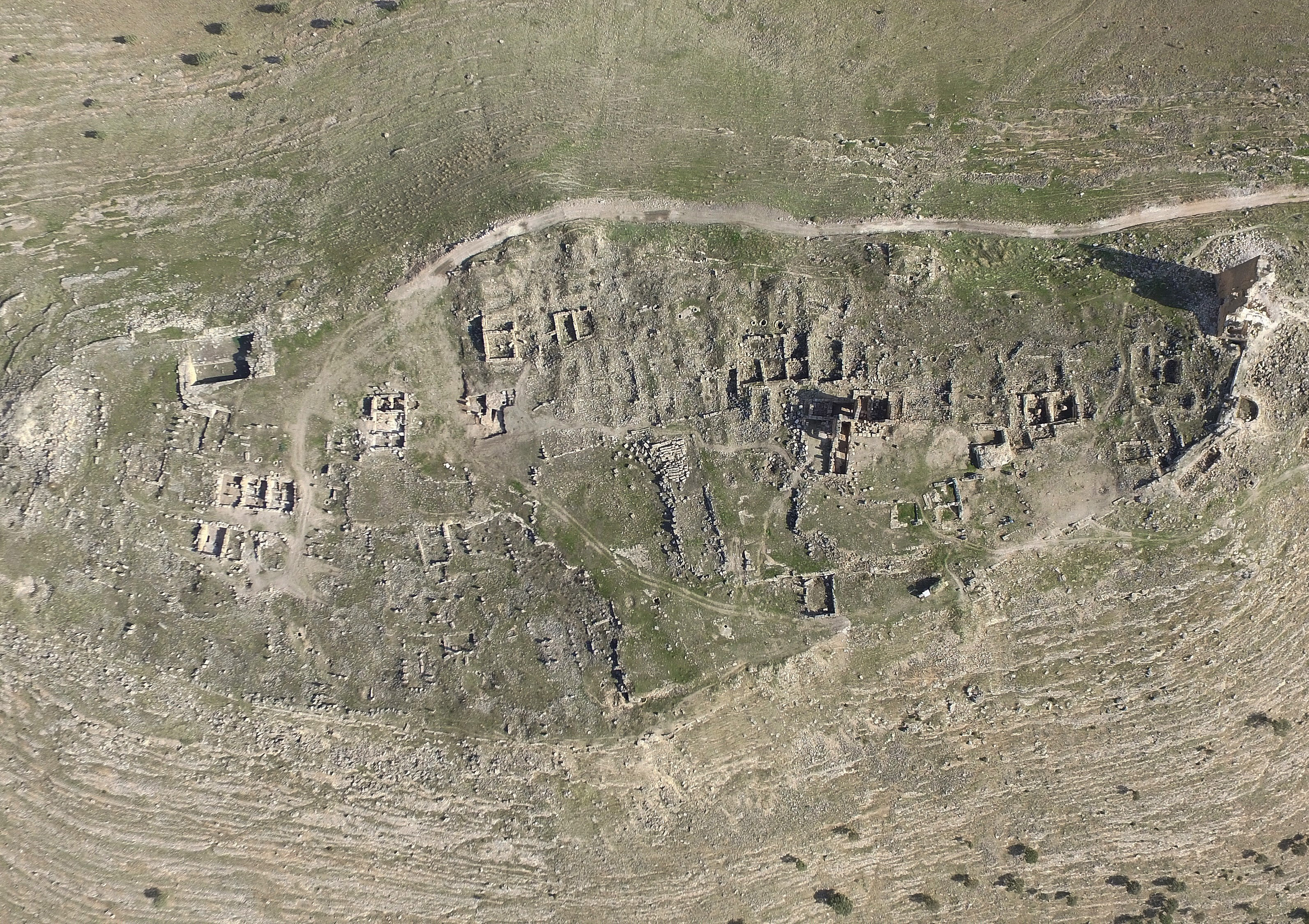
Вид с воздуха на скальные гробницы в Зерзеванском замке (2016)

Замок занимает площадь 5,7 га и имеет постройки как над землёй, так и под ней. Его разрушенные стены имели длину в 1200 м и высоту в 12 м, а также 21-22-метровую сторожевую башню. Внутри замка на обширной территории находятся руины и скала-некрополь. Северную часть его территории, которая расположена на более низкой высоте, занимали жилые дома и улицы, а южную — общественные здания, построенные на возвышенности. Здание церкви, построенное по направлению с востока на запад, остаётся одним из наиболее хорошо сохранившихся общественных зданий замка. К другим таким строениям относятся дворец, административное здание, бани, зернохранилище, арсенал и 54 цистерны. При раскопках также были найдены предметы, использовавшиеся для военных и медицинских нужд, ювелирные изделия, украшения и бронзовые монеты. В 2016 году были обнаружены подземная церковь и потайные ходы. Последние не использовались около 3000 лет, а подземная церковь перестала действовать около 1500 лет назад. Также был открыт митраистский подземный храм и подземное святилище, способное вместить до 400 человек. По сообщениям официальных лиц, руины подземного митраистского храма только за одну неделю привлекли более 20 000 туристов. В 2017 году были обнаружены ещё четыре подземных объекта, для исследования которых необходимы дальнейшие земляные работы.
Замок выполнял функцию византийской военной базы и стратегического гарнизонного поселения, контролировавшего всю долину и древнюю дорогу, ведущую из Амиды (ныне Диярбакыр) в Дару (ныне Мардин). Важность ему предавало расположение на самой восточной границе, защищавшей Восточную Римскую империю. Он фактически находился на месте, где встречались культуры запада и востока.
В эпоху античности это место было известно как Самачи, служившее ареной ожесточённых боев между Византийской и Сасанидской империями. Ювелирные изделия, найденные в замке, свидетельствуют о том, что гражданское население и военнослужащие проживали вместе, в том числе и солдаты со своими семьями. Замок был достаточно большим, чтобы там могло постоянно проживать около тысячи человек.
Реставрационные работы и реконструкции, которые проводились во время правления императоров Восточной Римской империи Анастасия I Дикора (правил в 491—518 годах) и Юстиниана I (правил в 527—565 годах), придали ему законченный вид, который он имел перед самым своим запустением. Замок, скорее всего, функционировал до 639 года, до прихода сюда арабов-мусульман в начале Арабо-византийских войн.

## Мирное поселение
В 1890-х годах на территории замка возникло новое поселение, когда туда переехала семья. В 1960-х годах, когда число таких семей было уже больше 30, его население спустилось на территорию около 1 км от замка и основало там деревню Зерзеван, которая ныне известна как Демирёльчек.

## Галерея

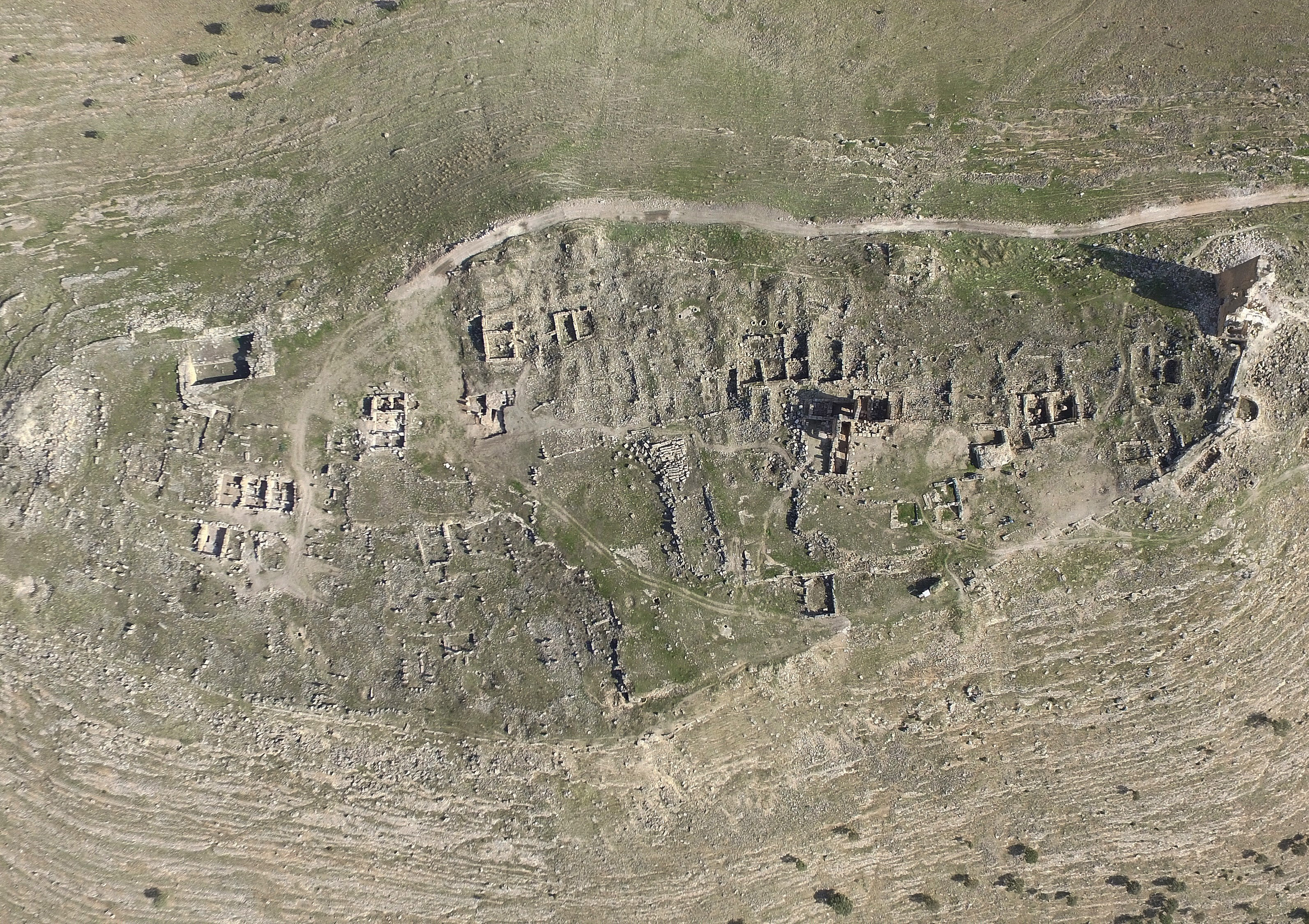
Вид с воздуха на замок
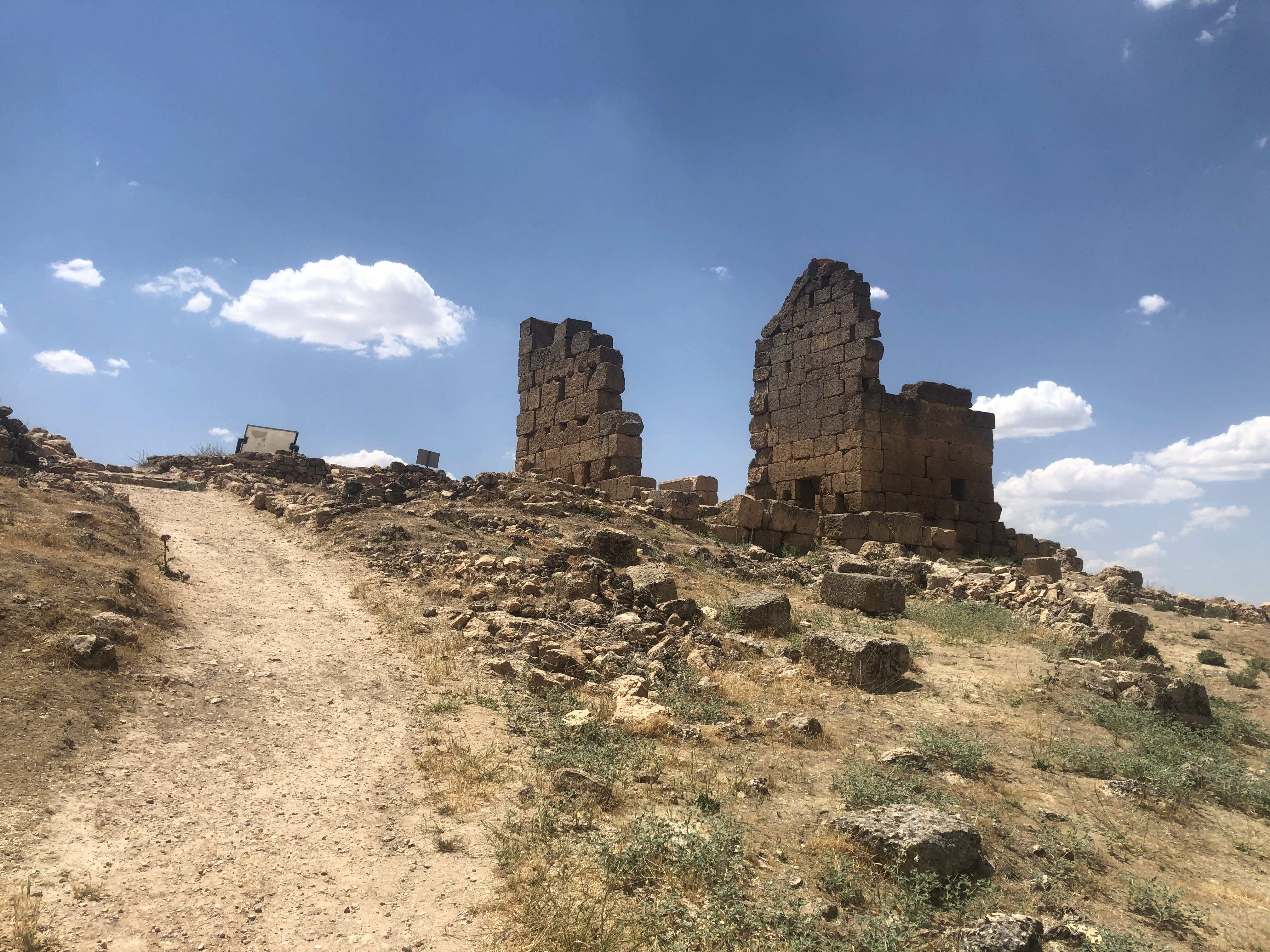
Вид на замок Зерзеван
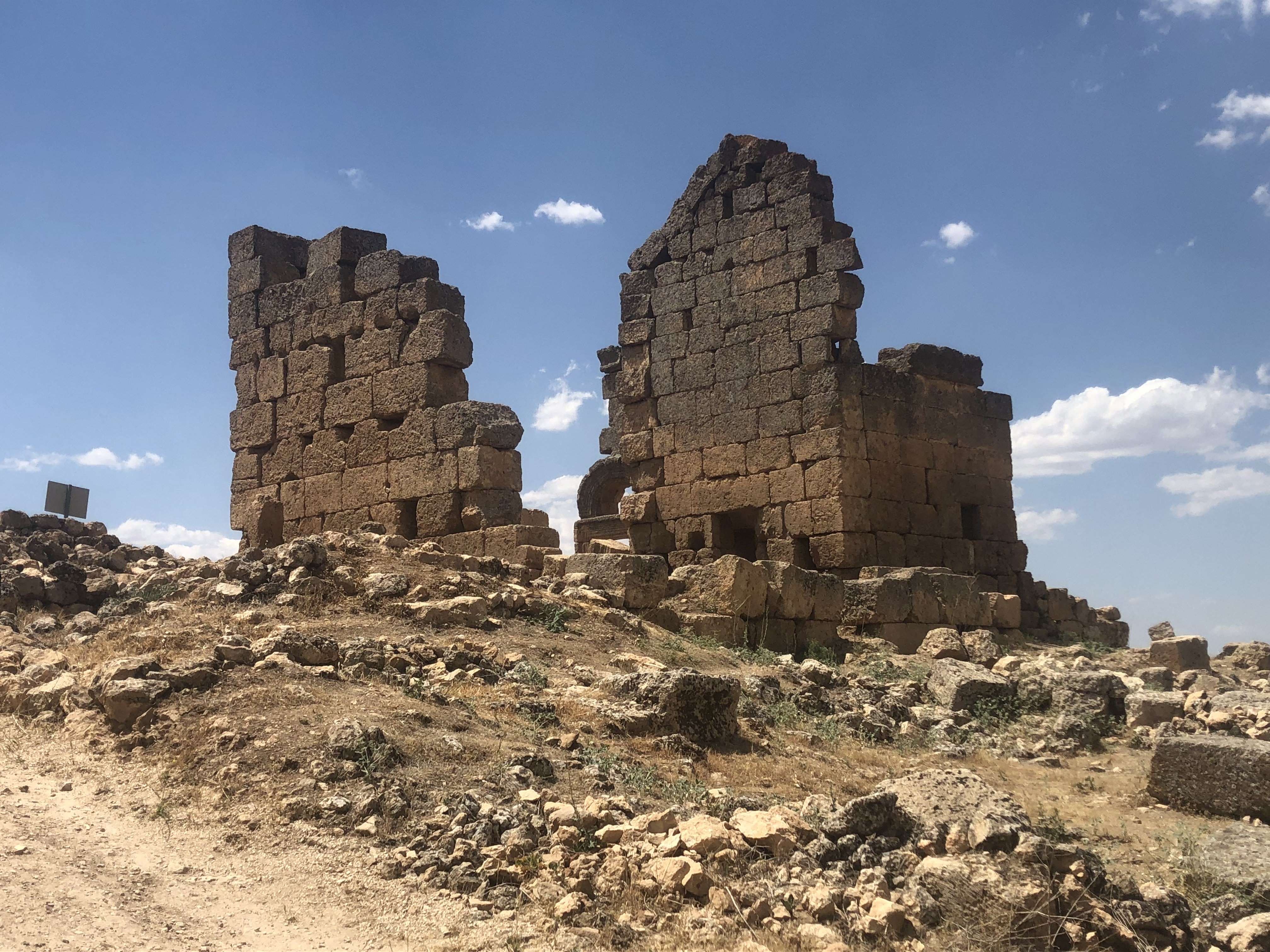
Вид на замок Зерзеван
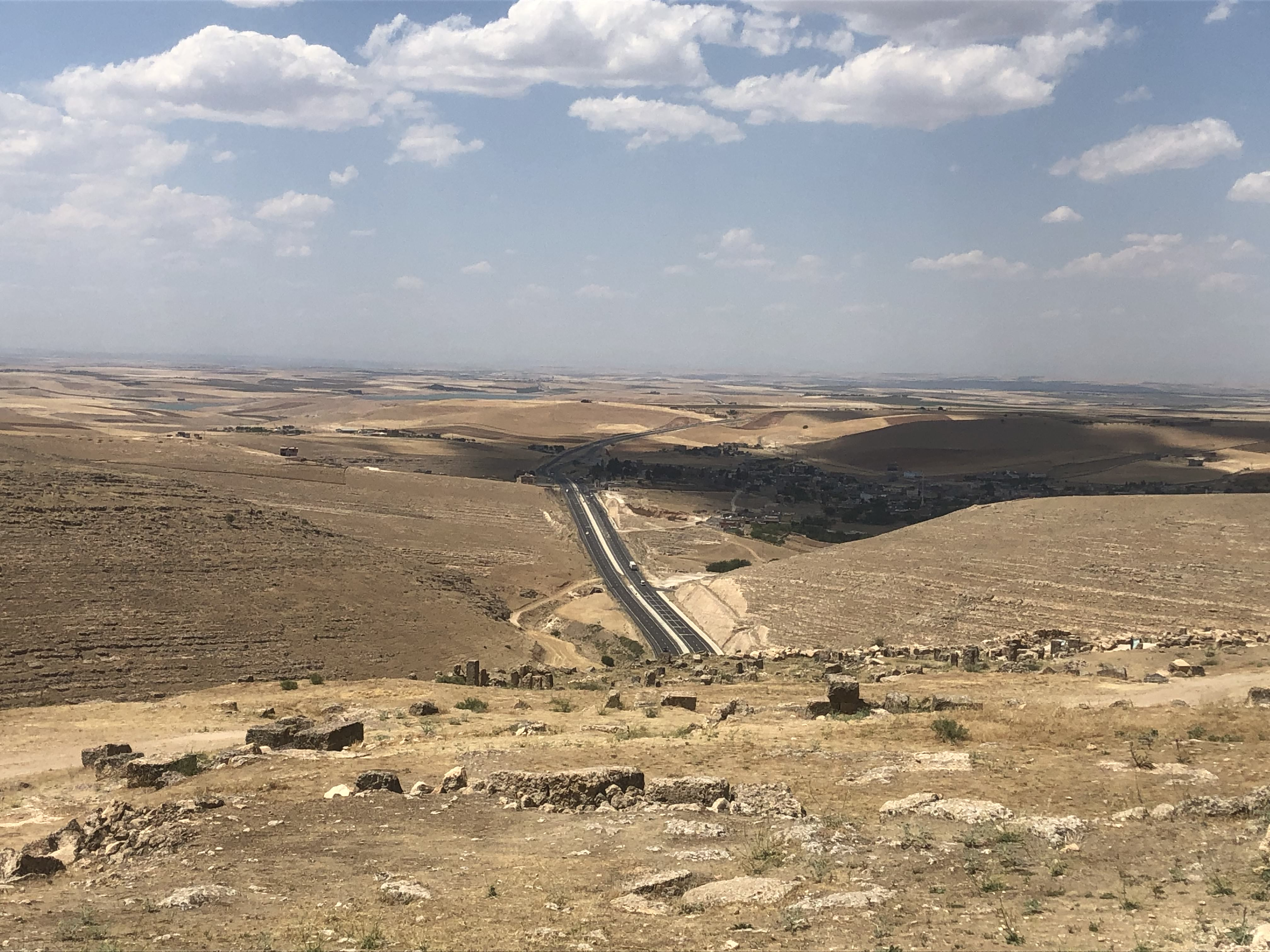
Вид из замка Зерзеван
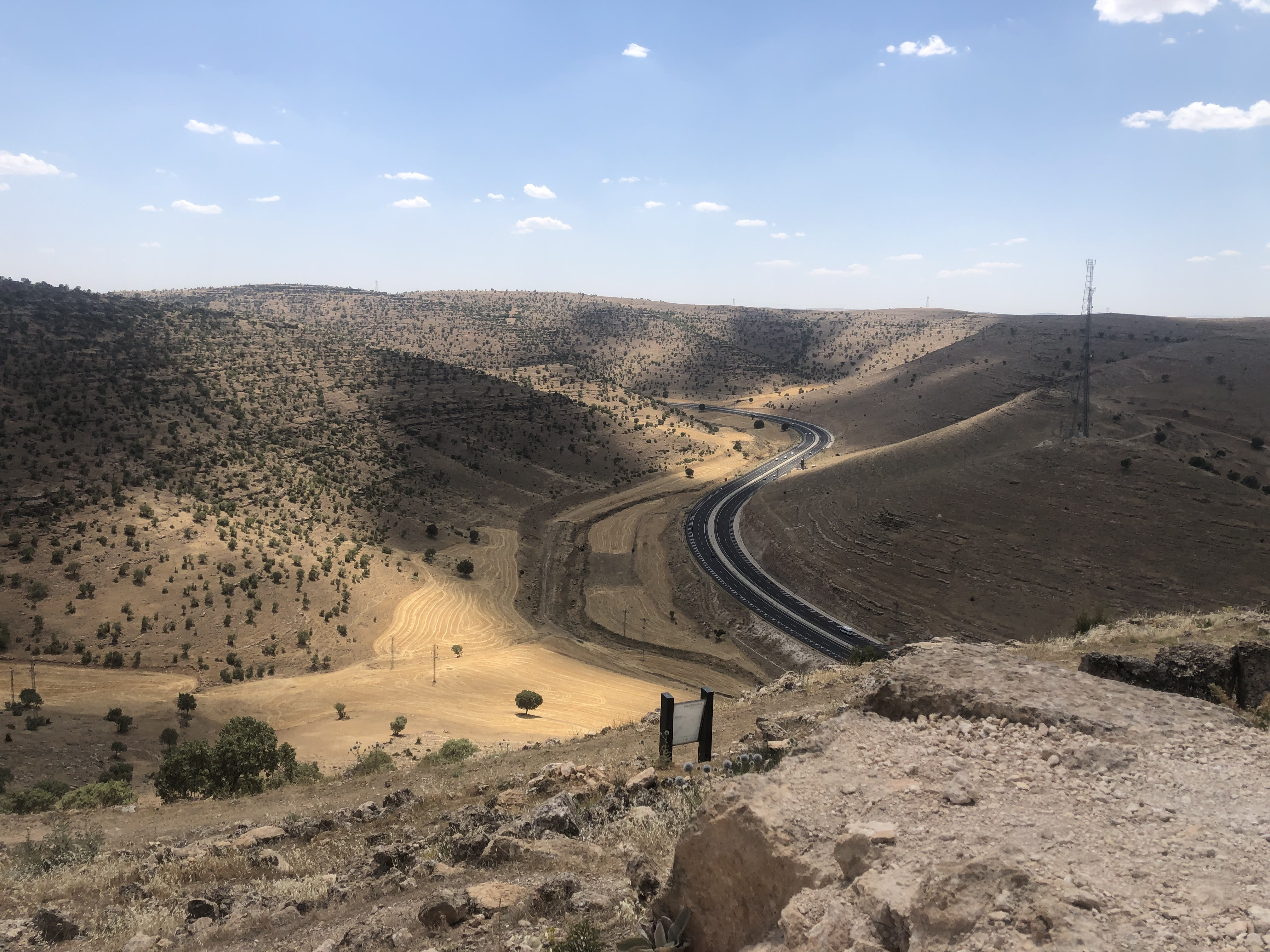
Вид из замка Зерзеван